# حسين صديق
حسين صديق مواليد 5 أبريل 1939، هو ملاكم مصري محترف. شارك في دورة الألعاب الأولمبية الصيفية عام 1964.

## روابط خارجية
- حسين صديق على موقع أوليمبيديا (الإنجليزية)